# موسى بن حاج أمان
موسى بن حاج أمان هو الوزير الأول لإقليم صباح الماليزي وترتيبه الرابع عشر وحل خلفا لتشونغ كياه كات. وهو من مواليد 30 مارس 1951 في بيوفورت في إقليم صباح.